# Temelín (stacja kolejowa)
Temelínⓘ – stacja kolejowa w miejscowości Temelín, w kraju południowoczeskim, w Czechach. Znajduje się na wysokości 490 m n.p.m..  Obecnie nie jest obasługiwana przez żadne pociągi pasażerskie. Od stacji odchodzi bocznica kolejową obsługująca Elektrownię atomową Temelín.
Na stacji nie ma możliwości kupienia buletu.

## Linie kolejowe
- 192 Číčenice - Týn nad Vltavou